# C&M Sales
El C&M Sales fue un equipo de fútbol de Suazilandia que alguna vez jugó en la Primera División de Suazilandia, la máxima categoría de fútbol nacional.

## Historia
Fue fundado en el año 1982 en la capital Mbabane y en la temporada de 1994 logran en ascenso a la Primera División de Suazilandia por primera vez en su historia.
En la temporada de 1996 el club consigue su mejor posición en la liga al terminar en tercer lugar. Gracias a eso, el club juega por primera vez en un torneo internacional, en la Copa CAF 1997, en donde fue eliminado en la segunda ronda por el Petro Atlético de Angola.
El club se mantuvo en la liga hasta que en la temporada 1998/99 termina en el lugar 13 entre 14 equipos y desciende, desapareciendo poco tiempo después a causa de problemas de patrocinadores.

## Participación en competiciones de la CAF
| Temporada | Torneo   | Ronda | Club             | Casa | Visita | Global |
| --------- | -------- | ----- | ---------------- | ---- | ------ | ------ |
| 1997      | Copa CAF | 1     | Textil de Pungue | w.o. | w.o.   | w.o.   |
| 1997      | Copa CAF | 2     | Petro Atlético   | 0-2  | 0-1    | 0-3    |

## Jugadores

### Jugadores destacados
- Adam ‘Bomber’ Mthethwa[4]

## Entrenadores

### Entrenadores destacados
- Bhekisisa ‘Bizzah’ Mkhonta[5]